# TLW (DM Command)
TLW (TO_LAST_WINDOW)とは、アポロコンピュータ社のコンピュータに搭載されていたウィンドウシステム（ディスプレイマネージャ）で利用できた、制御コマンド『DMコマンド』の一つ。

## 概要
TLW コマンドは、カーソルを最後（直前）のウインドウに移動する。

## 利用法
TLW は現在のウインドウに移される前のウインドウにカーソルを戻す。
カーソルはそのウインドウの以前の位置に置かれる．
デフォルトでは CTRL/L が TLW コマンドを呼出す．